# L'Estaquirot
L'Estaquirot és una companyia de teatre de titelles fundada el 1973 i integrada per Albert Albà (Bertu), Olga Jiménez i Núria Benedicto.

## Història
Els seus primers espectacles (L'estaquirot, 1973; Bufar i fer titelles, 1974; Penja i despenja, 1975) estaven en perfecta sintonia amb els models d’espectacles dels titellaires independents (Claca i Garibaldis), i buscaven noves formes d’expressió vinculades al moviment de renovació pedagògica. Eren combinats de titelles, contes i cançons, dotats d’un bon punt d’improvisació i amb un marcat caràcter festiu i reivindicatiu.
A partir de 1976, la companyia va decidir treballar estretament amb el grup de música Ara Va de Bo, amb qui crearen Romanços de canya i cordill, Ara va d’Estaquirot i El moixó foguer. També va començar a fer espectacles de saltimbanquis amb música en directe i petites històries de titelles amb els quals pretenia recuperar el model de la faràndula ambulant.
Dins d’aquesta línia de treball cal esmentar Tutilimundi (1977), Mundus vivendi (1980) i Grimeia (1981). Aquell mateix any, L’Estaquirot va inaugurar un teatre ambulant de titelles, amb el qual aconseguiren unes condicions d’intimitat, il·luminació i so per als seus espectacles altrament difícils d’obtenir en teatres convencionals.
Entre 1981 i 1983, i com a única activitat, el grup va fer una gira per tot Catalunya. A partir de mitjan anys vuitanta, es va anar especialitzant i començà a realitzar un treball més intens i acurat d’investigació en els camps del teatre de titelles, el teatre d’objectes i el teatre visual, experimentant amb nous materials (escumes, làtex, resines, inflables) i altres tècniques de manipulació, com la manipulació a la vista del públic.
Fou també llavors que la companyia va consolidar una fórmula amb dos conceptes principals. Per una banda, la creació d’espectacles senzills comercials pensats per al teatre ambulant i adreçats als més petits, amb la utilització fonamental del titella clàssic de guant, i que suposaven, en certa manera, una actualització de les peces de teatre de titelles tradicional, però amb petites pinzellades d’humor (El Patufet, 1990; Els tres porquets, 1992; La Rateta, 1993; La Caputxeta, 1995).
Per altra banda, van començar a fer muntatges de més volada tècnica i dramàtica, caracteritzats per un major grau d’experimentació (Biòtic, 1990; Tse-Tse, 1992; Guerripau, 1995). De l’última etapa de la companyia hi ha La Granja (1997), La pastissera i els follets (2000), El ratolí viatger (2003) i Secret a l’armari (2005).A la dècada del 2010 va estrenar Ploramiques (2010), Els tres óssos (2012) i En Jan Totlifan (2015).
El juny de 2023, després de 50 anys de trajectòria ininterrompuda, van decidir dissoldre la companyia i retirar-se amb tres funcions al Teatre Principal de Vilanova i la Geltrú. L'octubre del mateix any es va inaugurar una exposició retrospectiva d'aquests 50 anys dalt l'escenari a La Sala de  Vilanova i la Geltrú.

## Reconeixements
El 2023, va ser commemorat pel Govern de Catalunya amb la Creu de Sant Jordi.